# Haven (album de Kamelot)
 (avril 2020).
Pour les articles homonymes, voir Haven.
Albums de Kamelot
Silverthorn (Kamelot)
(2010) The Shadow Theory
(2018)
Haven est le onzième album du groupe Kamelot, qui est sorti le 5 mai 2015.
L'artwork de l'album a été réalisé par l'artiste Stefan Heilemann.

## Liste des titres
| 1.    | Fallen Star                    |                                                                   | 4:39 |
| 2.    | Insomnia                       |                                                                   | 4:13 |
| 3.    | Citizen Zero                   |                                                                   | 5:49 |
| 4.    | Veil of Elysium                |                                                                   | 3:54 |
| 5.    | Under Grey Skies               | featuring Charlotte Wessels (Delain) & Troy Donockley (Nightwish) | 4:52 |
| 6.    | My Therapy                     |                                                                   | 4:26 |
| 7.    | Ecclesia                       |                                                                   | 0:44 |
| 8.    | End of Innocence               |                                                                   | 3:49 |
| 9.    | Beautiful Apocalypse           | featuring Charlotte Wessels (Delain)                              | 4:25 |
| 10.   | Liar Liar (Wasteland Monarchy) | featuring Alissa White-Gluz (Arch Enemy)                          | 5:54 |
| 11.   | Here's to the Fall             |                                                                   | 4:04 |
| 12.   | Revolution                     | featuring Alissa White-Gluz (Arch Enemy)                          | 4:49 |
| 13.   | Haven                          |                                                                   | 2:14 |
| 54:53 |                                |                                                                   |      |